# TS Kennedy
L’USTS Kennedy (T-AK-5059), indicatif KVMU, numéro OMI 6621662, est un ancien cargo commercial et un actuel navire-école de l'United States Maritime Service (en).

## Histoire
Le navire-école américain Kennedy est construit en 1964 sous le nom de Velma Lykes, une coque de type cargo en vrac (C4-S-66a) de l'United States Maritime Administration (MARAD) sous contrat de l'Administration (MA 182) chez Avondale Industries, La Nouvelle-Orléans. Il et livré à la Lykes Brothers Steamship Company (en) en 1966. Il a le nom de Velma Lykes jusqu'à ce que le navire soit racheté par la MARAD et qu'il soit rebaptisé Cape Bon.
Il sert le gouvernement américain pendant plus de 20 ans, y compris plusieurs tournées dans le golfe Persique dans le cadre de la première guerre du Golfe avant d'être mis en réserve dans la baie de Suisun, en Californie, dans le cadre de la National Defense Reserve Fleet de l'administration maritime.
En 2001, le Cape Bon est déplacé à la baie de Buzzards, dans le Massachusetts, pour préparer le remplacement du TS Patriot State en tant que navire-école de la Massachusetts Maritime Academy (en). Il est converti en navire-école à Bender Ship Repair à Mobile (Alabama), et est livré et baptisé Enterprise, d'après le navire-école original USS Enterprise, lors de l'United States National Maritime Day (en) 2003. Il est renommé Kennedy en janvier 2009 en l'honneur de la famille Kennedy.
Le Kennedy est déployé dans le port de New York pour soutenir les efforts de secours à la suite de l'ouragan Sandy en 2012 et de l'ouragan Maria à Porto Rico en 2017. Sa mission est d'héberger les premiers intervenants et le personnel de la FEMA.
Le TS Kennedy est transféré à la Texas A&M Maritime Academy sur le campus de Galveston de l'université A&M du Texas en 2023 et quitte Galveston pour un semestre de formation de cadets de 60 jours en mer le 7 juin 2023.